# Liste der denkmalgeschützten Objekte in Esternberg
Die Liste der denkmalgeschützten Objekte in Esternberg enthält die 7 denkmalgeschützten, unbeweglichen Objekte der Gemeinde Esternberg im Bezirk Schärding (Oberösterreich).

## Denkmäler
| Foto |                 | Denkmal                                                                                         | Standort | Beschreibung | Metadaten |
| ---- | --------------- | ----------------------------------------------------------------------------------------------- | --- | --- | --- |
| ja   | Datei hochladen | Kath. Pfarrkirche hl. Bartholomäus und Friedhof HERIS-ID: 73333 Objekt-ID: 86621                | Haugsteinstraße, Abzweigung Reserweg Standort KG: Kiesdorf | Ein gotischer Kirchenbau um 1471 wurde später teils barockisiert. | BDA-Hist.: Q25902264 Status: § 2a Stand der BDA-Liste: 2025-06-30 Name: Kath. Pfarrkirche hl. Bartholomäus und Friedhof GstNr.: 5107 Sankt Bartholomäus (Esternberg) |
| ja   | Datei hochladen | Kapellenbildstock HERIS-ID: 73325 Objekt-ID: 86613                                              | Haugsteinstraße, Abzweigung Riedlbachstraße Standort KG: Kiesdorf | Der Kapellenbildstock hat ein Satteldach und eine rundbogige Nische, er stammt vom Ende des 19. Jahrhunderts. In der Nische befindet sich eine Statue des hl. Johannes Nepomuk, polychromiert mit Kruzifix aus der 2. Hälfte des 18. Jahrhunderts. | BDA-Hist.: Q38132459 Status: § 2a Stand der BDA-Liste: 2025-06-30 Name: Kapellenbildstock GstNr.: 340 Kapellenbildstock hl. Johannes Nepomuk, Esternberg             |
| ja   | Datei hochladen | Figurenbildstock hl. Johannes von Nepomuk HERIS-ID: 73257 Objekt-ID: 86544                      | Pyrawang Standort KG: Pyrawang | Nach der Inschrift auf der Rückseite des Sockels wurde die Figur 1957 von der Stadt Passau gestiftet. | BDA-Hist.: Q38132276 Status: § 2a Stand der BDA-Liste: 2025-06-30 Name: Figurenbildstock hl. Johannes von Nepomuk GstNr.: 2845 Statue of John of Nepomuk, Pyrawang   |
| ja   | Datei hochladen | Kath. Filialkirche hll. Peter und Paul HERIS-ID: 52496 Objekt-ID: 59405                         | bei Pyrawang 4 Standort KG: Pyrawang | Eine Filialkirche von Esternberg wurde bereits 1223 urkundlich erwähnt. Der gotische Saalbau stammt aus der 1. Hälfte des 14. Jahrhunderts; die gesamte Kirche wurde im 17. und 18. Jahrhundert barockisiert. Eine von außen zugängliche Unterkirche im Mittelbereich des Langhauses wurde im 16. bis 17. Jahrhundert errichtet. | BDA-Hist.: Q38051810 Status: § 2a Stand der BDA-Liste: 2025-06-30 Name: Kath. Filialkirche hll. Peter und Paul GstNr.: 29                                            |
| ja   | Datei hochladen | Bildstock HERIS-ID: 73135 Objekt-ID: 86420                                                      | gegenüber Pyrawang 12 Standort KG: Pyrawang | Oktogonaler Tabernakelpfeiler aus dem 16. bis 17. Jahrhundert mit erneuertem Bild des heiligen Christophorus | BDA-Hist.: Q38132048 Status: § 2a Stand der BDA-Liste: 2025-06-30 Name: Bildstock GstNr.: 29                                                                         |
| ja   | Datei hochladen | Schloss Krempelstein/Schneiderschlössl/Burg HERIS-ID: 37821 Objekt-ID: 37123                    | Pyrawang 21 Standort KG: Pyrawang | Eine Burganlage wurde bereits um 1200 urkundlich erwähnt, wobei an derselben Stelle wohl ein römischer Wachturm befunden haben dürfte. Die heutige Anlage in Form eines Bergfrieds wurde in mehreren gotischen Bauabschnitten errichtet. Nach einem Brand wurde die Burg 1984 und 2002 restauriert. Das Schneiderschlössl war ursprünglich eine Veste der Bischöfe von Passau und befindet sich seit dem 19. Jahrhundert in Privatbesitz. | BDA-Hist.: Q1012730 Status: Bescheid Stand der BDA-Liste: 2025-06-30 Name: Schloss Krempelstein/Schneiderschlössl/Burg GstNr.: .35 Burg Krempelstein                 |
|      | Datei hochladen | Kurbayerische Schanzen und österreichische Defensionslinie im Sauwald HERIS-ID: 206304seit 2023 | KG: Pyrawang, Urschendorf GstNr.: 1677, 946/6, 937/5, 1547, 923/1, 1550, 1551, 1552, 2589, 2592, 2588, 1892/19, 1891/16, 1170, 1169, 1183/1, 1620/8, 1620/6, 1620/5, 1620/7, 2145/1, 2145/4, 1620/2, 3870, 3879, 3884, 3885, 3871, 3878, 3882 | Anmerkung: | BDA-Hist.: Q119241011 Status: Bescheid Stand der BDA-Liste: 2025-06-30 Name: Kurbayerische Schanzen und österreichische Defensionslinie im Sauwald                   |